# ジャン・カルロ・リッカルディ
ジャン・カルロ・リッカルディ（Gian Carlo Riccardi, 1933年10月21日 - 2015年2月7日）は、イタリアの芸術家、画家、劇場監督、彫刻家、作家である。

## 略歴
ジャン・カルロ・リッカルディは1933年10月21日、フロジノーネ生まれ。1961年、ローマ美術アカデミーを優秀な成績で卒業し、その後、演劇・映画演出のディプロマを取得。美術評論家のエンリコ・クリスポルティに「マルチメディア・アーティスト」と定義され、アキッレ・ボニート・オリーヴァ、アルベルト・モラヴィア、チェーザレ・ザヴァッティーニ、アンドレ・ピエール・ド・マンディアルグなど、数多くの作家やアーティストと仕事をする。1960年代から1970年代にかけては、RAIでセットデザイナー、ディレクターとして活躍。カルメロ・ベーネ、メメ・ペルリーニ、ピノ・パスカリらと共同でローマ演劇のアヴァンギャルドの一翼を担った。

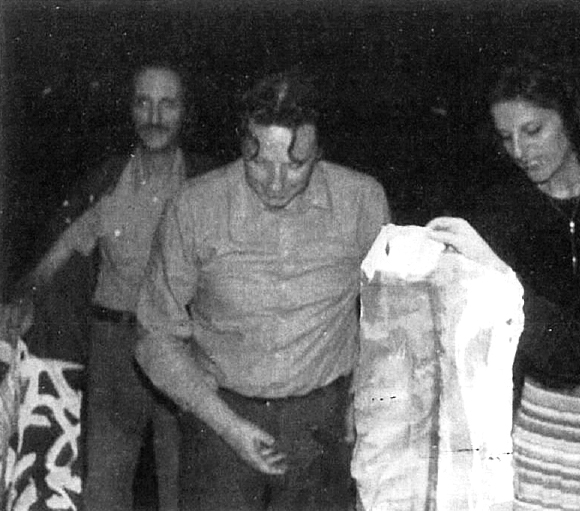
芸術家ジャン・カルロ・リッカルディ（左）と美術評論家エンリコ・クリスポルティ（中央）。演劇公演「ペルチェ・ロルカ」1977年、ローマ、テアトロ・スパツィオ・ウノ。

1961年、彼はフロジノーネにヴィジュアル・アーツ・ラボラトリー・シアター・グループを設立した。ヴィジュアル・アーツ・ラボラトリー・シアター・グループ 1962年には小劇場「テアトロ・クラブ」を設立し、数々の演劇を上演。ジェスチャーや人間の矛盾をテーマにした作品を上演。1997年、イメージ劇場を設立。

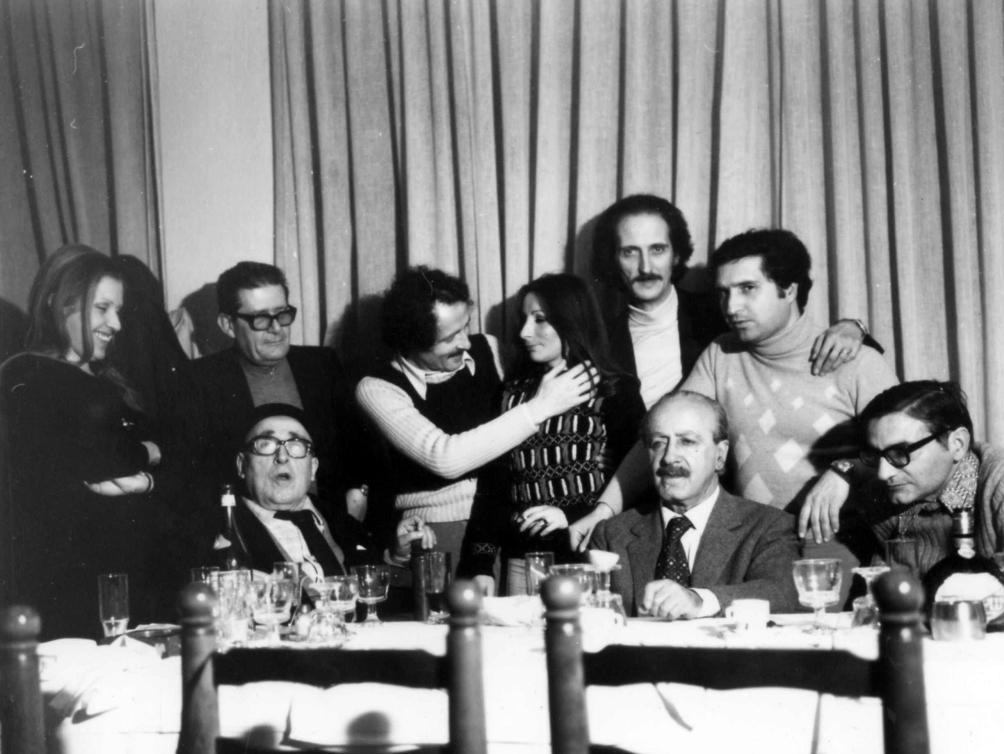
ジャン・カルロ・リッカルディ（右）とリベロ・デ・リベロ（下）、チェーザレ・ザヴァッティーニ（左）、1977年。

彼のグラフィックや絵画作品は、グロテスク、皮肉、子供の世界など様々なテーマを扱っている。彼の作品は、パリの国際現代美術センター（1988年）、大阪の児玉画廊（1993年）、クラクフの国際視覚芸術展（1995年）、バルセロナのアントニ・タピエス財団（1999年）など、イタリア国内外の個展やグループ展で展示されている。ジャン・カルロ・リッカルディは、木、紙、鉄などの粗末な素材を彫刻に用いる。ルーム」は1980年代以降に制作されたインスタレーションである。これらの彫刻は、色のついた壁や日用品を使って作られている。リッカルディは、1991年に欧州議会、1993年に第XLVヴェネツィア・ビエンナーレ、1995年にスポレートで開催されたドゥエ・モンディ・フェスティバルに参加。
また、記憶や子供時代をテーマにした演劇の脚本や散文、詩の執筆も手がけた。
ジャン・カルロ・リッカルディは2015年2月7日、フロジノーネで死去。